# Васіна Надія Андріївна
Васіна Надія Андріївна (нар.. 11 липня 1989, Київ) — українська гімнастка (художня гімнастика), член національної збірної України з художньої гімнастики в 2002—2008 роках, майстер спорту міжнародного класу, чемпіонка всесвітньої Універсіади, володарка президентської нагороди, артистка авторського Шоу, співпрацювала з Cirque du Soleil.

## Життєпис
Народилася 1989 року в місті Києві. Мати входила до збірної СРСР з легкої атлетики, батько — один із засновників українського радіо-бізнесу. З юного віку Надя займалася спортом, зі шкільних років пішла на гімнастику. По завершенню спортивної кар'єри переключилася на творчу діяльність, створюючи власні шоу. Здобула вищу освіту в КНУКіМ.

## Спортивна кар'єра
З трьох років Надя займається танцями, плаванням і фігурним катанням. З п'яти років почала серйозну спортивну підготовку. Саме 1994 рік вважає стартом спортивної кар'єри. І вже в 1996 році, у віці семи років, пішла на художню гімнастику. 1998 року — поїздка до Індії зі школою художньої гімнастки в рамках рекламної кампанії автомобільної марки FIAT (Бомбей).
У 2000 році перейшла до школи Ніни Михайлівни Вітриченко. У 2002 році в 12-річному віці Надю взяли до національної збірної команди України Дерюгіни Альбіна Миколаївна та Ірина Іванівна.
У 2003 році у 13-річному віці отримала звання майстра спорту України. А наступного року — звання майстра спорту міжнародного класу (14 років). До 2008 року Надя як член національної збірної України виступала на змаганнях.
Виступала на чемпіонатах України, міжнародних змаганнях, Гранд Прі, етапах Кубка Світу, чемпіонаті Європи, чемпіонаті Світу, Всесвітній Гімназіаді, Всесвітній Універсіаді.
- 2007 — вручення нагороди Президентом країни Віктором Ющенком за «Витривалість і роботу». Цього ж року завершила спортивну кар'єру.

## Творча кар'єра
У 2008 році познайомилася з Анатолієм Залевським (очолює театр «Різома»), який допомагав перейти від спорту до мистецтва. Почалася робота над спільним проектом. Анатолій зіграв велику роль на перших кроках Надії в мистецтві. З цього ж року працює з Валерієм Мельниковим (концертний директор, координатор проектів).
У 2008—2009 роках співпрацювала з Cirque du Soleil.
У 2009 році після смерті кумира Майкла Джексона створила трібьютний номер на його честь з однойменною назвою однієї з його пісень 1973 року «Who's loving you».
Була запрошена на зйомки до Останкіно в російському проекті «Хвилина слави» (Москва).
З листопада 2010 до початку лютого 2011 року виступала на гастролях у Німеччини в Бремені.
В цьому ж році Васіна підписує контракт з продюсером Олегом Германом. Паралельно з гастролями в Німеччині починається робота над створенням реквізитів для її нової шоу-програми.
Робота над створенням авторського «Passion Show» (Віктор Войтко — режисер). Все шоу складається з трьох номерів — ілюзійних трюків у поєднанні з гімнастикою і акторською майстерністю. Вартість проекту, за словами продюсера, вилилася в солідну суму — 100 000 USD. Васіна цілий рік витратила на вигадування сюжету своєї програми, виділивши три основні ідеї — пристрасть, гроші, вогонь. До розробки «Passion Show» було залучено близько 30 осіб.
Разом з постановками Надія виступає на телебаченні, анонсуючи презентацію свого авторського шоу. 26 жовтня 2011 року пройшла презентація шоу Надії Васіної — «Пристрасть Шоу» «Passion Show» у концертному залі Freedom. На заході була присутня велика кількість топ-артистів України, телебачення та ЗМІ. Були відзняті кліпи на окремі номери шоу і телеверсія всього шоу.

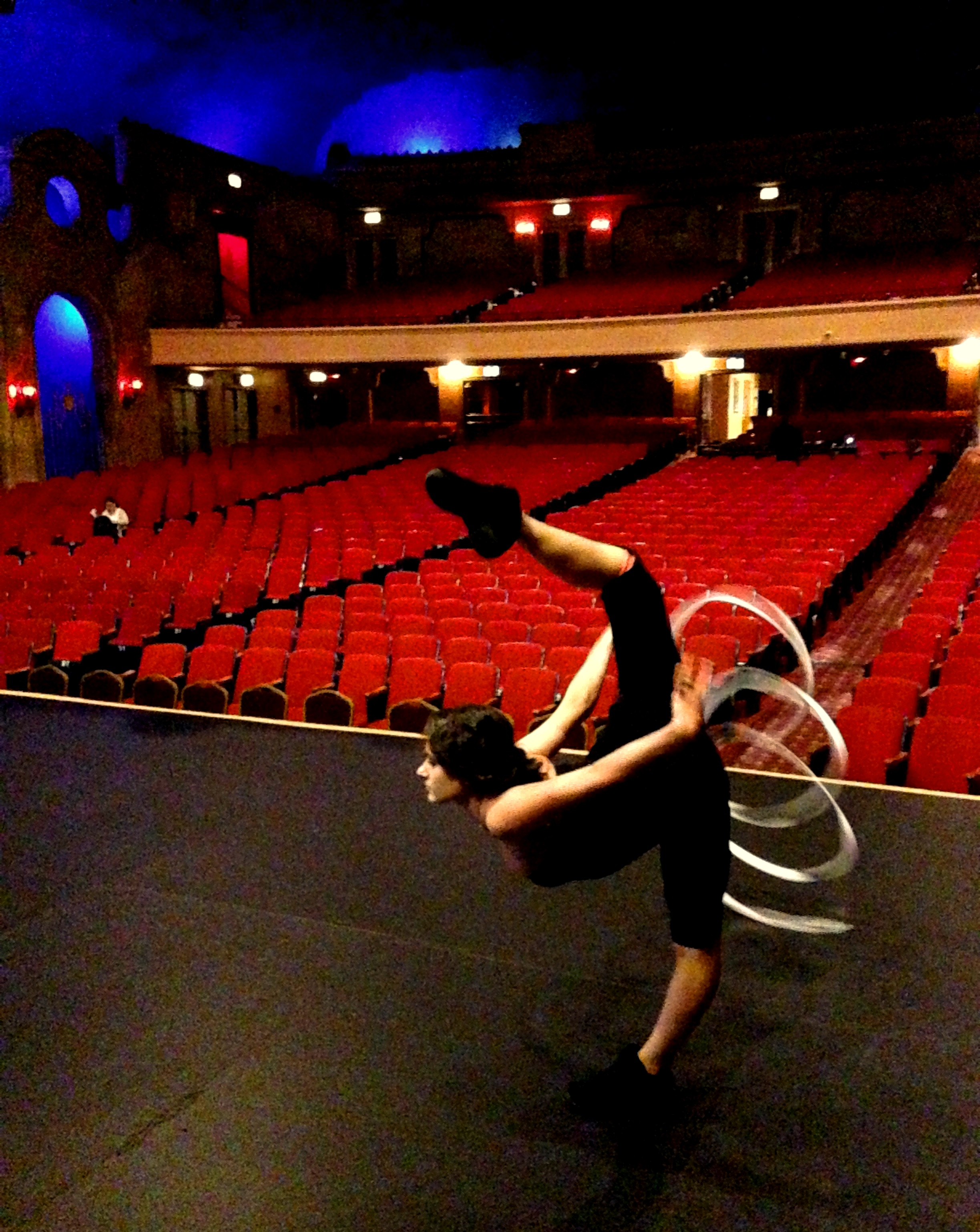

 Надія починає роботу над першим українським бурлеск-шоу "Інтимна кімната Надії Васіної [Архівовано 17 березня 2016 у Wayback Machine.]". 19 серпня 2012 року на презентацію шоу в «Olmeca пляж» зібралося понад 1000 глядачів і 50 представників ЗМІ.
Цього ж року глянцевий журнал «The most beautiful woman of Ukraine. National property» назвав Васіну найкрасивішою жінкою України.
Виступ у найбільшому в Європі телевізійному кабаре Le Plus Grand Cabaret Du Monde with Patric Sebastian (трансляція по France 2)
У 2013 році виступала у Парижі з трансляцією на французькому телебаченню. Потім Васіна переїхала до Чикаго (США) для допомоги в підготовці гімнасток для збірної Америки. Паралельно виступає з авторськими шоу-номерами і активно співпрацює з українською діаспорою.
З'являється на обкладинці грудневого номера глянцевого журналу Russian Chicago. Також була запрошена як фотомодель в рамках рекламної кампанії в готелі Bellagio в Лас Вегасі.
З березня по листопад 2014 року Васіна виступала як солістка нового шоу в Америці «Sable theatre». Це велике кінне шоу. Сміливий експеримент об'єднав мистецтво джигитівки та гімнастично-танцювальні здібності Наді.
Потім з листопада 2014 по лютий 2015 року Надія презентувала в оновленому вигляді свій авторський номер «Rose» в шоу «Illusio» (Санкт-Петербург)

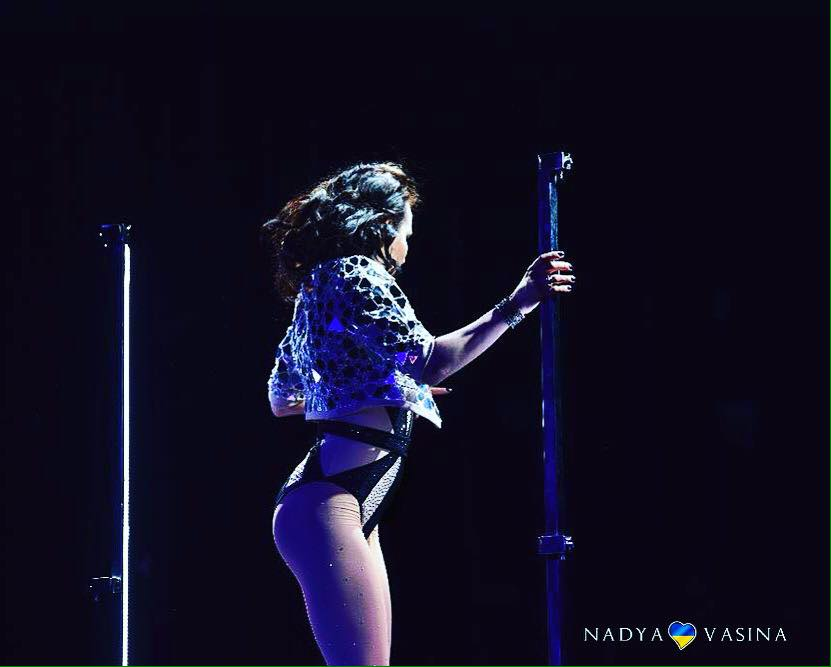

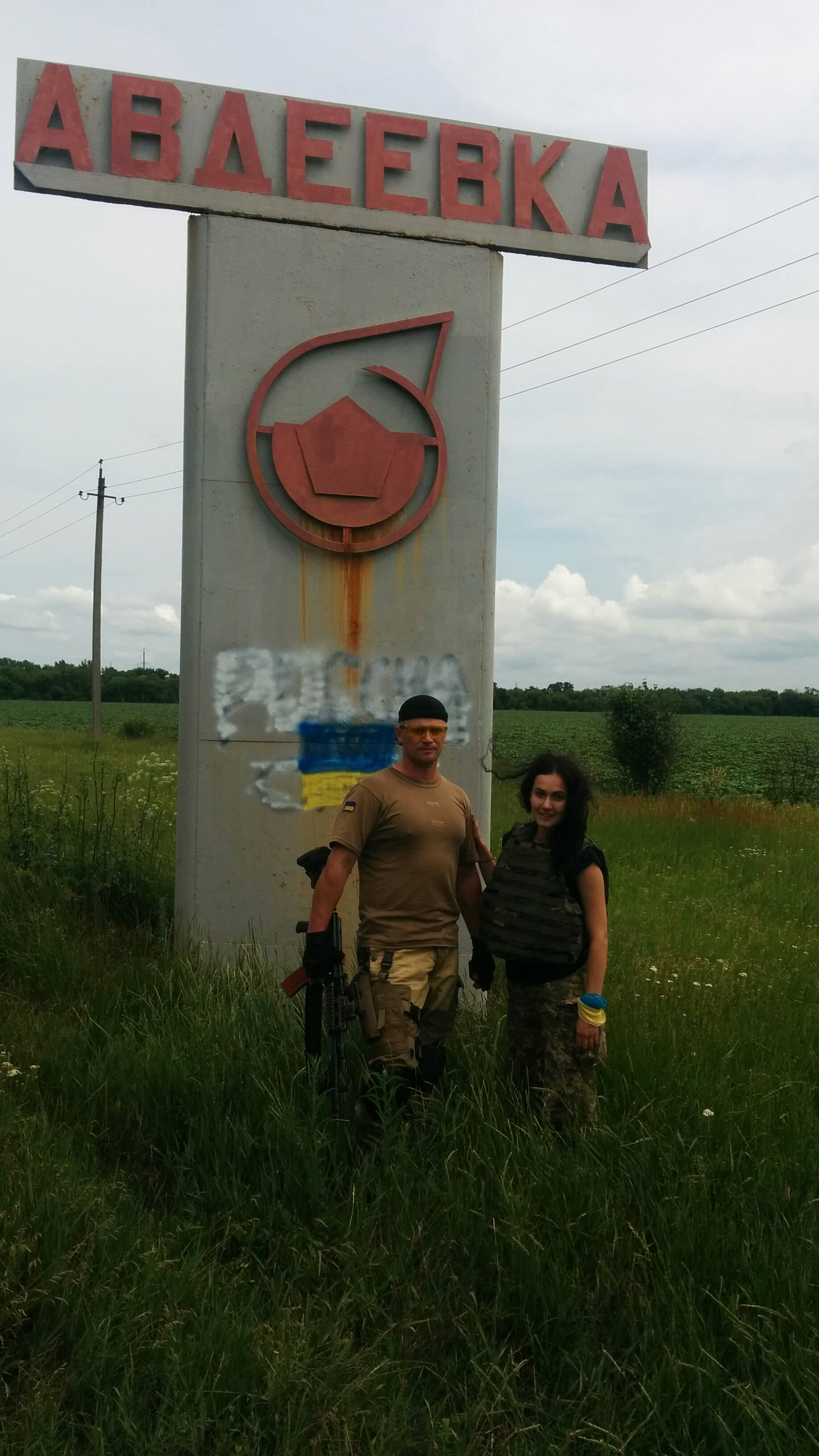
Волонтерська поїздка до Авдіївки, липень 2015 р

З лютого по липень 2015 року Васіна продовжила свою участь в «Sable Theatre» в США, беручи участь у рекламній кампанії шоу. А в серпні цього року — знову була внесена до рейтингу «Найкрасивіші жінки України».
У квітні 2016 року в Лас Вегасі (Sun Set Station Hotel [Архівовано 28 жовтня 2016 у Wayback Machine.]) представила новий авторський танцювально-гімнастичний номер «Show-room».
У серпні знялася в найпопулярнішій телевізійній програмі Китаю «Chinesse Bridge» зі спеціально створеним номером. Трансляція шоу-програми зібрала рекордну кількість телеглядачів — 1.5 мільярда. Територія трансляції: Китай, Японія, Австралія, США.
На початку 2017 року Васіна вирішила створити перше Діннер-шоу в Україні і почала працювати над сценарієм. 13 червня спільно з «Квартал-концертом» та Фрідом Івент Холом зробили міні-презентацію Діннер-шоу «Готель Фрідом», де Надя виступила засновницею і соло-артисткою.
2 березня 2019 року брала участь у другій програмі телепередачі «Дивовижні люди». Вона спочатку запам'ятала, а потім із закритими очима зробила 5 складних гімнастичних позицій, щоб пройти через конструкції каруселі, яка рухалася, і не зачепити жодну з них.

## Громадська діяльність
У 2013 році стала однією з учасниць євромайдану в Києві. Є активною соціальною діячкою та волонтеркою української армії. Васіна відвідує фронтові військові підрозділи, особисто придбаючи для бійців необхідні речі і влаштовуючи їм невеликі виступи для підтримки морального духу.
У 2014 році американський музичний продюсер Марк Карман і співак Джейсон Крабб присвятили пісню Україні та Надії Васіній, з якою познайомилися під час її гастролей в США.
У 2015 році Надія виступала в зоні АТО перед військовими і мирним населенням України.
У 2016 році почала більше концентруватися на допомозі жителям, особливо дітям, що живуть в безпосередній близькості до лінії розмежування, постійно привозячи іграшки, ліки та одяг.
З 24 лютого 2022 року активно займається волонтерською діяльністю у Києві. Надія набуває все необхідне для українських військових: речі, техніку, їжу, медикаменти, засоби для пересування та багато іншого. Також допомагає мирному населенню. Виступає на концертах, які організовані для підтримки бойового духу українців. У соціальних мережах активно висвітлює всі події, що відбуваються у Києві.